# Kollektivtrafikcentrumet K2
Kollektivtrafikcentrumet K2  är ett svenskt forskningscentrum inom kollektivtrafik och samhällsplanering. 
K2 är en nationell forskningssatsning med målsättningen att göra Sverige till ett internationellt föredöme när det gäller attraktiv kollektivtrafik som medel för utveckling av hållbara storstadsområden. 
Centrumet är baserat i Lund men har ett nationellt storstadsfokus. Det drivs av Lunds universitet, Malmö högskola och Statens väg- och transportforskningsinstitut och finansieras av Trafikverket, Formas, Vinnova, Västra Götalandsregionen, Stockholms läns landsting och Region Skåne.  K2 har en budget på 280 miljoner kronor över tolv år. 
K2 grundades 2012.  Centrumföreståndare är John Hultén.